# M.D. Geist
M. D. Geist (ＭＤガイスト, MD Gaisuto) est une série d’anime de science-fiction réalisée par Koichi Ohata et Hayato Ikeda dont le premier est sorti au japon en 1986. Cette œuvre met en scène un Antihéros sous forme d’un super-guerrier issu du génie génétique dans monde post-apocalyptique, le tout dans une atmosphère cyberpunk.

## Synopsis
Dans un avenir lointain où l'humanité a colonisé l’espace, la planète Jerra est en proie à la guerre où les mecha sont prépondérants. Un groupe rebelle,Negstrom (Nexrum), est en conflit armé avec l’armée gouvernementale qui reçoit ses ordres de la Terre. Pour faire face à cette menace l’armée fait appel au programme M.D.S., acronyme pour Most dangerous soldier, des soldats humains amélioré conditionné pour le combat. Le programme est un échec car les MDS deviennent incontrôlables et ceux-ci sont éliminés. L’un d'eux, M.D 002 Geist, est envoyé dans une prison cryogénique-satellite en orbite de Jerra. Mais après plusieurs années plus tard, le satellite s'écrase et Geist se retrouve de nouveau au cœur de la guerre.

## Personnages
- M.D.S. (Most Dangerous Soldier)
  - M.D.001 Krauser
  - M.D 002 Geist

- Negstrom (Nexrum)
  - Vayia – leader d’une bande de hors la loi

- Armée gouvernementale
  - Colonel Krutes (Kurz) – ancien supérieur de Geist

- Forteresse
  - Dr. Breston – un savant qui s’occupe des M.D.S
  - Eagle – un cyborg de combat mise au point par le Dr. Breston

## M. D. Geist I: Most Dangerous Soldier (1986)
M. D. Geist I: Most Dangerous Soldier (装鬼兵ＭＤガイスト, Sokihei M.D. Gaisuto)   est sorti en 1986 et a été financé et coproduit par Central Park Media. Une seconde version ré-éditée est sortie dix ans plus-tard en 1996, sous le titre M.D. Geist: Director's Cut.

### Synopsis
Geist survit au crash de sa prison-satellite et se retrouve à errer dans les ruines de Jerra. Il devient le leader d’une bande de hors la loi après avoir tué son chef, mais ne leur accorde que peu d’importance car son seul but est d’obtenir des informations sur le conflit armé en cours. Après avoir sauvé un landcruiser (forteresse mobile) de l’Armée gouvernementale attaqué par des rebelles du Negstrom, il retrouve  son ancien supérieur, le colonel Krutes qui lui demande de participer à une mission commando. Les forces gouvernementales ont pour mission d'envahir la base de l’ordinateur central de Jerra avant qu’il n’active automatiquement Death Force, un programme qui a pour but d’anéantir toute forme de vie sur la planète. Seul Krutes et Geist parviennent à la salle de contrôle mais Kurtes tente d’éliminer Geist, le considérant trop dangereux, en activant un robot sentinelle avancé. Geist parvient à le détruire, tue Krutes et active le programme Death Force contre toute attente.

### Fiche technique
- Titre :  M. D. Geist I : Most Dangerous Soldier
- Réalisation : Hayato Ikeda Koichi Ohata
- Scénario : Riku Sanjo
- Character design: Tsuneo Ninomiya
- Musique: Youichi Takahashi
- Pays d'origine :  Japon
- Année de production : 1986
- Genre : science-fiction, mecha, militaire, Post-apocalyptique
- Durée :  45 minutes
- Dates de sortie :  1986 (JP), 1993 (US, VHS, U.S. Manga Corps), 1996 (Director ‘s Cut)

### Bande sonore

#### Thème d’ouverture
- " Hijoh no Soldier (非情のソルジャー, Soldier of No Mercy) " de Machiko Ryū par Hironobu Kageyama

#### Thème de fin
- " Hono no Violence (炎のバイオレンス, Violence of the Flame) " de Machiko Ryū par Hironobu Kageyama

## M.D. Geist II: Death Force (1996)
M. D. Geist 2 (装鬼兵MDガイスト2, Sokihei M.D. Geist 2) est  sorti en 1996.

### Synopsis
À la suite du déploiement de Death Force et ses milliers de robots, la quasi-totalité de la population de Jerra a été anéanti. Alors que Geist continue son combat en détruisant les robots un par un. Il est cependant capturé par un cyborg sophistiqué, Eagle, et emmené dans le dernier ilot d’humanité sur la planète, une forteresse isolée protégé par Krauser, le MDS original, qui a la stature d’un dieu vivant parmi les survivants. Alors que Krauser tente de neutraliser Geist et plannifie de détruire la Death Force à l’aide d’une bombe, Geist parvient à contrecarrer ses plans et dirige la Death Force contre la Forteresse pour l’anéantir avec ses résidents.

### Fiche technique
- Titre :  M. D. Geist II : Death Force
- Réalisation : Koichi Ohata
- Scénario : Riku Sanjo
- Character design: Shunji Murata
- Musique: Yoshiaki Ohuchi
- Pays d'origine :  Japon
- Année de production : 1996
- Genre : science-fiction, mecha, militaire, Post-apocalyptique
- Durée : 45 minutes
- Dates de sortie :

### Bande sonore

#### Thème d’ouverture
- "The Moon is Crying" de Yoshiaki Ohuchi

#### Thème de fin
- "The End of Desire" par Yoshiaki Ohuchi

## Postérité
Geist en armure était la mascotte de la société américaine Manga Corps puis de Central Park Media jusqu’en 2009.